# مارينا 106
مارينا 106، المعروف أيضًا باسم برج 106، هو ناطحة سحاب سكنية شاهقة، بنيت جزئيًا ولكن عمليات البناء معلقة حاليًا، في دبي، الإمارات العربية المتحدة. ومن المقرر أن يكون ارتفاع المبنى 450 م (1,480 قدم)، والذي يقع في مرسى دبي، ويتكون من 106 طابقاً. صمم المبنى المكتب الهندسي الوطني، وطورته شركة لندن غات، كان من المقرر الانتهاء منه في عام 2019.

## تاريخ
اقترح مارينا 106 في عام 2008 ليكون بارتفاع 425 م (1,394 قدم)، ووضع حجر الأساس في عام 2009. ومع ذلك، لم يتم الانتهاء من الأساس قبل توقف سداد ديون دبي عام 2009 والانهيار العقاري الذي أعقب ذلك مما أدى إلى تعليق المشروع. خلال هذه الفترة، أعيد تصميم المشروع، وزيادة 20 م (66 قدم) ليصبح بارتفاع 445 م. استأنف البناء في 2 ديسمبر 2013، لكنه توقف مرة أخرى في 11 أبريل 2017.
في أواخر عام 2023، أعلن عن استحواذ شركة London Gate المطورة في دبي على مارينا 106 بالتعاون مع شركة تصنيع الساعات السويسرية فرانك مولر. وكشف لاحقًا عن إعادة تصميم البرج مع إضافة ساعة كبيرة في أعلى البرج وزيادة طفيفة في الارتفاع بمقدار 5 أمتار (16 قدمًا) مما يجعله بارتفاع 450 مترًا. على الرغم من أن المبنى لن يحصل على لقب أطول مبنى سكني في العالم من برج سنترال بارك في مدينة نيويورك، إلا أنه سيعلن عنه باعتباره أطول برج سكني ذو علامة تجارية وأطول برج ساعة سكني في العالم. وعلى الرغم من عدم الإعلان عن تاريخ جديد للبناء، فمن المرجح أن يتم استئنافه في عام 2024.

## روابط خارجية
- مركز ناطحة سحاب
- رادار البناء